# Kegyeleti park (Dunakeszi)
Dunakeszi legrégebbi, ma már lezárt temetője a Kegyeleti park, amely a 2. sz. Főút mellett, a Szakorvosi Rendelőintézettel szemben fekszik (2120 Dunakeszi, Fő út 62.). Itt található a Szent István-kápolna és a város 1956-os emlékműve is.

## Temető

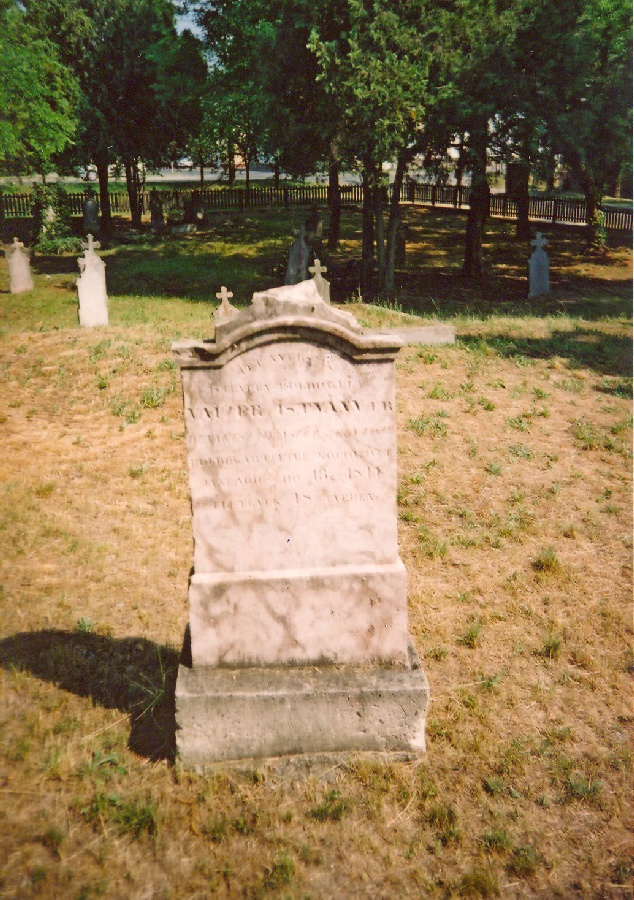
Valzer István községi jegyző sírköve a dunakeszi Kegyeleti parkban (Révész István Helytörténeti Gyűjtemény RIHGY II/201a)

A Kegyeleti park legrégebbi sírköve 1841-ből származik, és Vaizer Istvánnak, a község jegyzőjének állít emléket. Itt nyugszanak a település 19‒20. századi családjainak tagjai, közöttük a községi elöljárók is. Külön részen nyugszanak a gyermekek, akiknek apró, sokszor kedvesen díszített sírjai elgondolkoztatják a látogatót.

## A Szent István-kápolna
A temető a régi kápolna – a falu akkori egyetlen vallási intézménye – köré települt. A ma is (egy kis domb tetején) álló Szent István-kápolnát 1739-ben vagy 1742-ben építették, és a falusi barokk kápolnák tipikus jellegzetességeit mutatja. Felújítására az 1835-ben került sor, amikor már erősen roskadozott az épület. A falu papja támogatta a lakosság által kívánt felújítást, és a kápolna búcsújának napján ünnepi körmenetet is tartottak.

## Az 1956-os emlékmű
A park Fő út felőli bejáratánál egy lyukas zászlót formázó deszkakapu áll, amelynek közepén egy vaslemezből kialakított 56-os évszámot láthat a látogató. Innen út indul a Szent István-kápolnához, amelynek kb. kétharmadánál áll a város ’56-os emlékműve. Itt zajlottak a dunakeszi ’56-os események legfontosabb mozzanatai.
A Pannon Főnix (közismertebb nevén: Gólya) egy dunakeszi művésztanár, Lengyel István alkotása. 1996. október 23-án, a forradalom és szabadságharc 40. évfordulóján avatta fel a település, és azóta is itt kerül sor a városi ’56-os ünnepségekre.
Több Dunakeszi szoborhoz hasonlóan, a Gólya is közadakozásból készült, a Szövetség Dunakesziért Egyesület szervezésében. A szárnyaszegett, rablánccal és fejfákkal a földhöz szegezett gólya felett kápolnaszerű építmény áll, amelyet fazsindelyek borítanak. A madár a fejét az ég felé fordítja, a lábát megemeli. Teste tölgyfából készült, a lábai fémből, illetve a belsejében felfüggesztett tükrök és kerámia-harangok találhatók, amik 2016-ban, az emlékmű 20. évfordulójakor történő felújításakor kerültek ide. Korábban fémcsövekből készült szélcsengő volt itt. Csőre piros, szárnyain faragott népi motívumok találhatók. (A gólya a hosszú élet szimbóluma, madár, amely ismeri az élet forrását; Arany János: A rab gólya c. versében ugyanakkor a rabsággal járó kiszolgáltatottság, boldogtalanság jelképe.)